# Béli Vörös Ernő
Béli Vörös Ernő, Vörös Ernő János Mária (Vágújhely, 1882. augusztus 9. – Budapest, 1922. november 18.) festőművész. 

## Életútja
Szülei Vörös István és Kuderna Janka. Tanulmányait a Képzőművészeti Főiskolán kezdte, ezután Münchenben folytatta, majd Nagybányán tanult Hollósy Simonnál. Tanulmányúton járt Olaszországban, majd ezt követően Budapestre költözött. 1904-től állította ki műveit. 1908. július 11-én Budapesten feleségül vette Dely Alice Janka festőművésznőt. 1918 és 1922 között több díjat is nyert naturalista stílusban készült munkáival. A Fiatal leány és a Nagy víznél c. alkotásai megtalálhatóak a Magyar Nemzeti Galériában. Halálát szívbelhártyagyulladás okozta.